# Lucrezia Borgia (film, 1940)
Lucrezia Borgia je italský historický film z roku 1940 režírovaný Hansem Hinrichem s Isou Polou, Friedrichem Benferem a Carlem Ninchim v hlavních rolích. Film zobrazuje život Lucrezie Borgie (1480–1519) a patří mezi řadu italských filmů té doby zasazených do období renesance. Natáčel se ve studiích Scalera v Římě.

## Obsazení
- Isa Pola jako Lucrezia Borgia
- Friedrich Benfer jako Alessandro Strozzi
- Carlo Ninchi jako Ranuccio
- Nerio Bernardi jako Alfonsino d'Este, vévoda z Ferrary
- Pina De Angelis jako Barbara Torelli
- Luigi Almirante jako Riccio, šašek
- Guido Lazzarini jako Pietro Bembo
- Lina Marengo jako chůva Barbary
- Nicola Maldacea jako Cosimo
- Giulio Tempesti jako milánský vyslanec
- Amina Pirani Maggi jako Beatrice
- Giovanni Stupin jako hostinský
- Luigi Zerbinati jako opilec v hospodě
- Juan Calvo jako Ricciův špeh v hospodě